# Аліссон Сантана
Аліссон Сантана Лопес да Фонсека (порт. Alisson Santana Lopes da Fonseca; нар. 21 вересня 2005, Кашуейрінья) — бразильський футболіст, який грає на позиції правого півзахисника у клубі «Шахтар» (Донецьк).

## Клубна кар'єра
Аліссон приєднався до молодіжної команди «Атлетіку Мінейру» у 2021 році у віці 15 років. 31 серпня 2022 року він підписав свій перший професійний контракт із клубом, погодившись на трирічну угоду.
8 липня 2023 року Аліссон дебютував на професійному рівні у матчі Серії А, вийшовши на заміну замість Ігора Гомеса в другому таймі під час домашньої гри проти «Корінтіанса» (0:1). 15 лютого 2024 року Аліссон відзначився, забивши свій перший гол на дорослому рівні у матчі Ліги Мінейро проти «Томбенсе» (1:1). Загалом провів 4 голи ту 43 матчах за «Атлетіку».
10 березня 2025 року перейшов у «Шахтар» (Донецьк), уклавши контракт до 2030 року. Донецький клуб заплатив за 19-річного футболіста 16 мільйонів євро разом з бонусами, при цьому бразильський клуб зберіг за собою частину прав на гравця.. Вже наступного дня, не провівши жодного тренування, Аліссон дебютував за гірників, вийшовши на заміну замість Мар'яна Шведа на 65 хвилині матчу чемпіонату проти львівських «Карпат» (0:0).

## Виступи за збірну
2025 року у складі молодіжної збірної Бразилії до 20 років став переможцем молодіжного чемпіонату Південної Америки у Венесуелі.

## Статистика
| Клуб             | Сезон   | Чемпіонат | Чемпіонат | Чемпіонат | Чемпіонат штату | Чемпіонат штату | Кубок | Кубок | Міжнародні | Міжнародні | Інші | Інші  | Всього | Всього |
| Клуб             | Сезон   | Ліга      | Ігор      | Голів     | Ігор            | Голів           | Ігор  | Голів | Ігор       | Голів      | Ігор | Голів | Ігор   | Голів  |
| ---------------- | ------- | --------- | --------- | --------- | --------------- | --------------- | ----- | ----- | ---------- | ---------- | ---- | ----- | ------ | ------ |
| Атлетіку Мінейру | 2023    | Серія A   | 5         | 0         | 0               | 0               | 0     | 0     | 0          | 0          | —    | —     | 5      | 0      |
| Атлетіку Мінейру | 2024    | Серія A   | 19        | 1         | 7               | 1               | 4     | 0     | 6          | 1          | —    | —     | 36     | 3      |
| Атлетіку Мінейру | 2025    | Серія A   | 0         | 0         | 1               | 0               | 1     | 1     | 0          | 0          | —    | —     | 2      | 1      |
| Загалом          | Загалом | Загалом   | 24        | 1         | 8               | 1               | 5     | 1     | 6          | 1          | 0    | 0     | 43     | 4      |

## Досягнення
- Чемпіон штату Мінас-Жерайс: 2024
- Чемпіон Південної Америки U-20: 2025

«Шахтар»
- Володар Кубка України: 2024/25